# Пономарёв, Анатолий Игоревич
Анатолий Игоревич Пономарёв (12 июня 1982, Баку, Азербайджанская ССР, СССР) — азербайджанский футболист, нападающий.

## Биография
Сын советского футболиста Игоря Пономарёва. Карьеру начал в Швеции, где жил вместе с семьёй. Первым клубом игрока в 1998 году стал «Реймерсхольмс». Выступал за испанский «Мальорка B», греческий «Ксанти», азербайджанский «Интер», швейцарский «Вадуц». С 2009 года выступал за турецкий «Ордуспор». Игрок сборной Азербайджана.
В настоящее время — футбольный агент.